# Croton tomentellus
Croton tomentellus är en törelväxtart som beskrevs av Ferdinand von Mueller. Croton tomentellus ingår i släktet Croton och familjen törelväxter. Inga underarter finns listade i Catalogue of Life.